# Adoretus singhalensis
Adoretus singhalensis är en skalbaggsart som beskrevs av Ohaus 1900. Adoretus singhalensis ingår i släktet Adoretus och familjen Rutelidae. Inga underarter finns listade i Catalogue of Life.